# Jesse Franklin
Jesse Franklin (* 24. März 1760 im Orange County, Colony of Virginia; † 31. August 1823 im Surry County, North Carolina) war ein US-amerikanischer Politiker und der 20. Gouverneur von North Carolina. Diesen Bundesstaat vertrat er außerdem in beiden Kammern des Kongresses.

## Frühe Jahre und Aufstieg zum Senator
Jesse Franklin besuchte die lokalen Schulen seiner Heimat. Im Jahr 1774 kam er nach North Carolina. Im Verlauf des Unabhängigkeitskrieges stieg er zum Major auf und wurde wegen besonderer Tapferkeit ausgezeichnet. Franklins politische Laufbahn begann im Jahr 1793, als er für zwei Jahre in das Repräsentantenhaus von North Carolina gewählt wurde. Diesem gehörte er zwischen 1797 und 1798 erneut an; außerdem saß er von 1805 bis 1806 im Staatssenat. Zwischenzeitlich wechselte er in den Kongress nach Washington, D.C. Dort absolvierte er von 1795 bis 1797 zunächst eine Amtsperiode im Repräsentantenhaus, ehe er am 4. März 1799 als Vertreter der Demokratisch-Republikanischen Partei in den Senat einzog. Dort verblieb er bis zum 3. März 1805; während dieser Zeit war er unter anderem Präsident pro tempore des Senats. 1806 wurde er für eine weitere sechsjährige Amtsperiode in den Senat gewählt, die am 3. März 1813 endete.
In der Bundespolitik unterstützte er Präsident James Madison. Im Jahr 1817 wurde er auf Bitte von General Andrew Jackson zum Vermittler im Konflikt mit den Chickasaw-Indianern berufen.

## Gouverneur von North Carolina
Im Jahr 1820 wurde Franklin vom Staatsparlament als Nachfolger von John Branch zum 20. Gouverneur von North Carolina gewählt. Obwohl er die Möglichkeit einer Wiederwahl hatte, verzichtete er darauf und absolvierte nur eine einjährige Amtszeit, die am 7. Dezember 1820 begann und am 1. Dezember 1821 endete. Während seiner Amtszeit setzte er sich für die Verbesserung der Infrastruktur des Staates ein. Er reorganisierte die Nationalgarde und reformierte das Strafrecht, das dadurch humaner wurde.
Nach dem Ende seiner Amtszeit zog sich Franklin aus der Politik zurück. Er starb im August 1823. Jesse Franklin war mit Meeky Perkins verheiratet. Das Paar hatte acht Kinder. Sein jüngerer Bruder Meshack war von 1807 bis 1815 ebenfalls Kongressabgeordneter für North Carolina.